# Unterflurbetankung

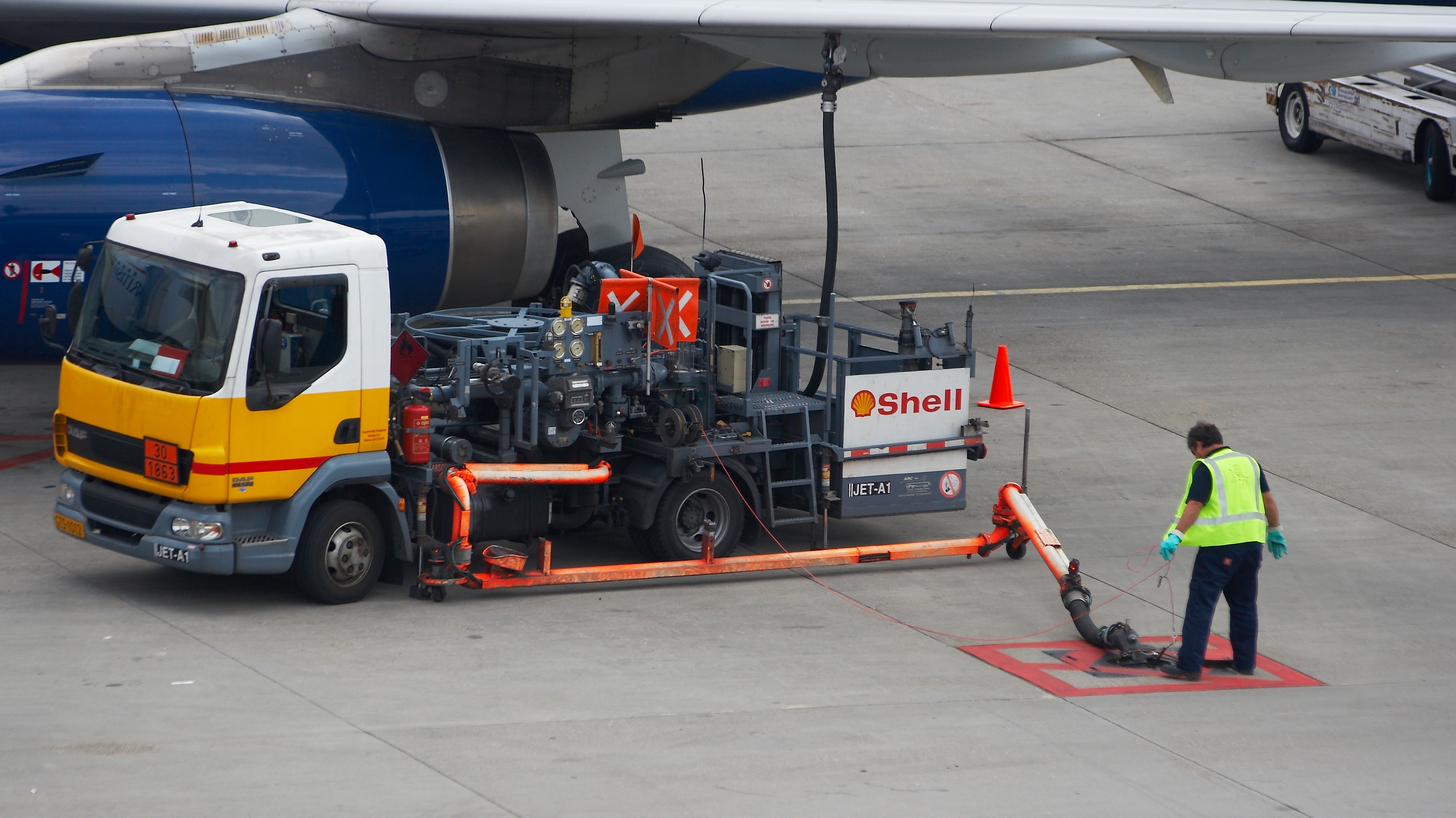
Unterflurbetankung eines Verkehrsflugzeugs

Die Unterflurbetankung ist ein System zur Bodenbetankung von Flugzeugen auf Verkehrsflughäfen.
Das Kerosin wird durch unterirdische Leitungen von einem nahegelegenen Tanklager direkt zu den Flugzeugstandplätzen gepumpt. Die Betankung der Flugzeuge erfolgt dort mit Flugfeldtankwagen ohne eigenen Tank (genannt Dispenser oder Hydrantenwagen).
Das Leitungssystem der Unterflurbetankungsanlage des Flughafens Frankfurt hat eine Gesamtlänge von 38 km.

## Vorteile der Unterflurbetankung
Da keine Tankwagen zu den Flugzeugen fahren müssen, verringert sich das Unfallrisiko auf dem Flughafenvorfeld erheblich. Zudem werden die Emissionen verringert, da eine geschlossene Leitung vom Tanklager zum Flugzeug besteht.